# Orientognathus
Orientognathus chaoyangensis
Genre
Espèce
Orientognathus est un genre éteint de ptérosaures de la famille des rhamphorhynchidés. Son fossile unique a été découvert en Chine dans la province du Liaoning dans le nord-est du pays. 
Une seule espèce est rattachée au genre : Orientognathus chaoyangensis, décrite en 2015 par Lü Junchang, Pu Hanyong, Xu Li, Wei Xuefang, Chang Huali et Martin Kundrát.

## Datation
Orientognathus provient de la formation de Tuchengzi, une formation géologique qui est surmonte la formation de Tiaojishan, célèbre entre autres pour sa faune très diversifiée de ptérosaures du Jurassique moyen et supérieur appartenant au biote de Yanliao,.
La formation continentale de Tuchengzi est datée à cheval sur le Jurassique supérieur et le Crétacé inférieur, du Tithonien au milieu du Valanginien, soit environ entre 152 et 130 Ma (millions d'années). C'est une formation correspondant à un intervalle plus aride responsable de la disparition du biote de Yanliao et précédant le développement du biote de Jehol.

## Description
Orientognathus n'est connu que par un squelette incomplet incluant le crâne.
Il est caractérisé par :
- l'extrémité de sa mandibule édentée et de forme assez pointue ;
- son rapport de longueurs entre le métacarpe de l'aile et l'humérus est de 0,38 (à comparer à plus de 0,80 pour les ptérodactyloïdes) ;
- son cubitus est plus court que les phalanges des ailes et le tibia est presque égal en longueur au fémur.

## Classification
L'analyse phylogénétique a placé Orientognathus chaoyngensis comme un ptérosaure rhamphorhynchidé, peut-être de la sous-famille des Rhamphorhynchinae.